# Naqsch-e Dschahan
Der Naqsch-e-Dschahan-Platz (persisch ميدان نقش جهان Meidān-e Naqsch-e Dschahān, DMG Maydān-e naqš-e ǧahān, ‚Platz des Abbildes der Welt‘) im historischen Zentrum der iranischen Stadt Isfahan gehört mit fast neun Hektar Fläche zu den größten Plätzen der Welt. Er stellt ein wichtiges Zeugnis des gesellschaftlichen und kulturellen Lebens Persiens im safawidischen Zeitalter dar und wurde 1979 als bedeutende historische Stätte in die Liste des UNESCO-Weltkulturerbes aufgenommen. Das Areal und seine Gebäude bilden den Mittelpunkt der Stadt und sind ein Grund, dass die Schönheit Isfahans im Persischen sprichwörtlich wurde (mit einem phonetischen Wortspiel zu Naqsch-e Dschahān, dem Namen des Platzes): Esfahān nesf-e Dschahān, „Isfahan [ist] die Hälfte der Welt“.
Abbas I. ließ den Platz zwischen 1590 und 1595 unter dem ursprünglichen Namen Naqsch-e Dschahān („Abbild der Welt“) südwestlich des damaligen Stadtzentrums anlegen. Später wurde er auch „Königsplatz“ (Meidān-e Schāh) genannt und dementsprechend nach der Islamischen Revolution zu Ehren des Ajatollahs Chomeini „Imamplatz“ oder „Platz des Imams“ (میدان امام Meidān-e Emām).

## Maße und Nutzung
Der Platz bildet ein längliches Rechteck von 560 m Länge und 160 m Breite und ist nahezu exakt in Nord-Süd-Richtung ausgerichtet; zum Zeitpunkt seiner Anlage war er einer der größten Plätze weltweit. Er wurde gleichermaßen als Marktplatz, Gerichtsort, Spielfeld und Festplatz geplant und ist von bedeutenden Bauwerken umgeben: Königspalast, Moscheen und Basar, die ihrerseits durch eine zweistöckige, den Platz umrahmende Arkatur verbunden sind. So fügen sich der Platz und die ihn umgebende Bebauung zu einem geschlossenen Ensemble, das die Verknüpfung von weltlicher Kultur mit Geistlichem sowie mit Handel und Kommerz symbolisieren soll.

## Geschichtlicher Hintergrund

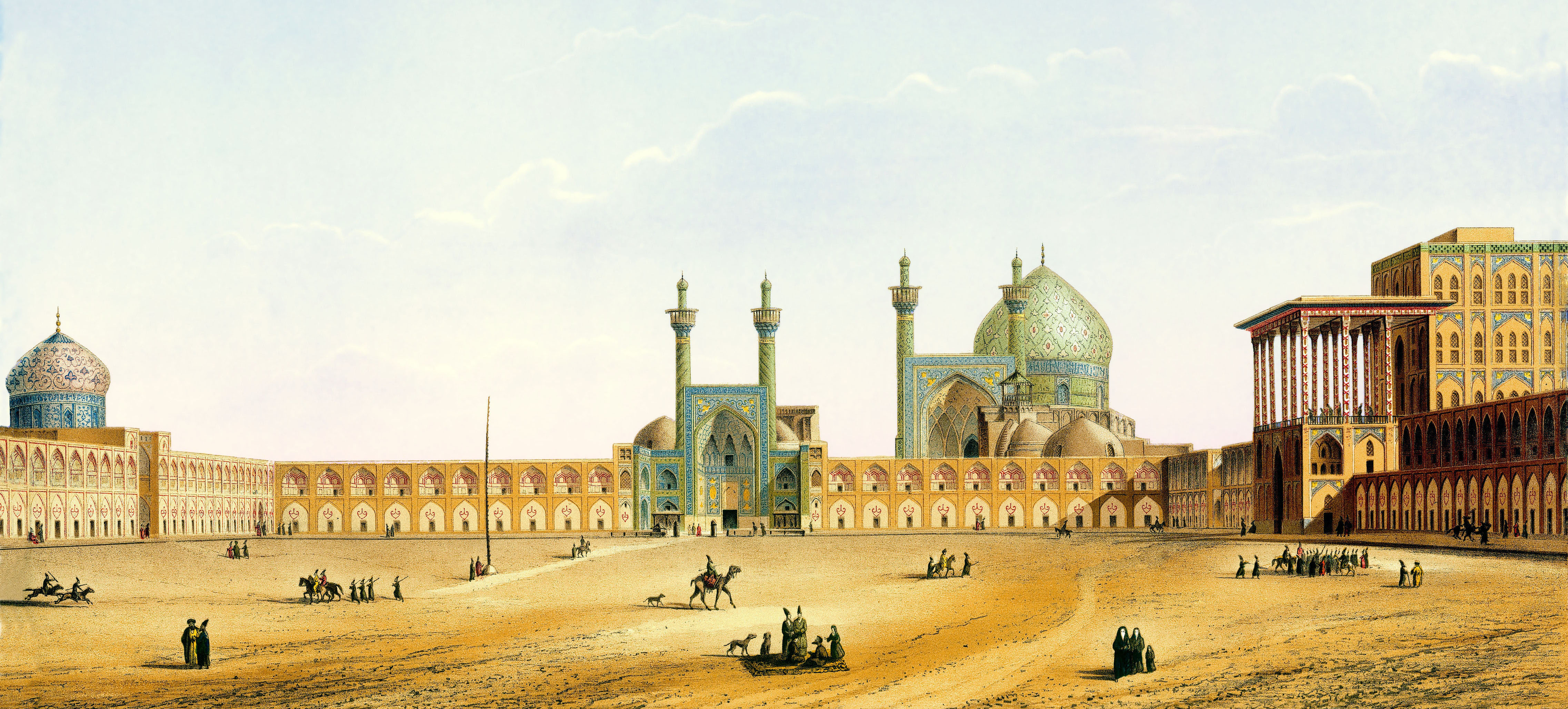
Naqsch-e-Dschahan-Platz mit der Königsmoschee (oben) und der Hohen Pforte (rechts) (Pascal Coste, 1867)

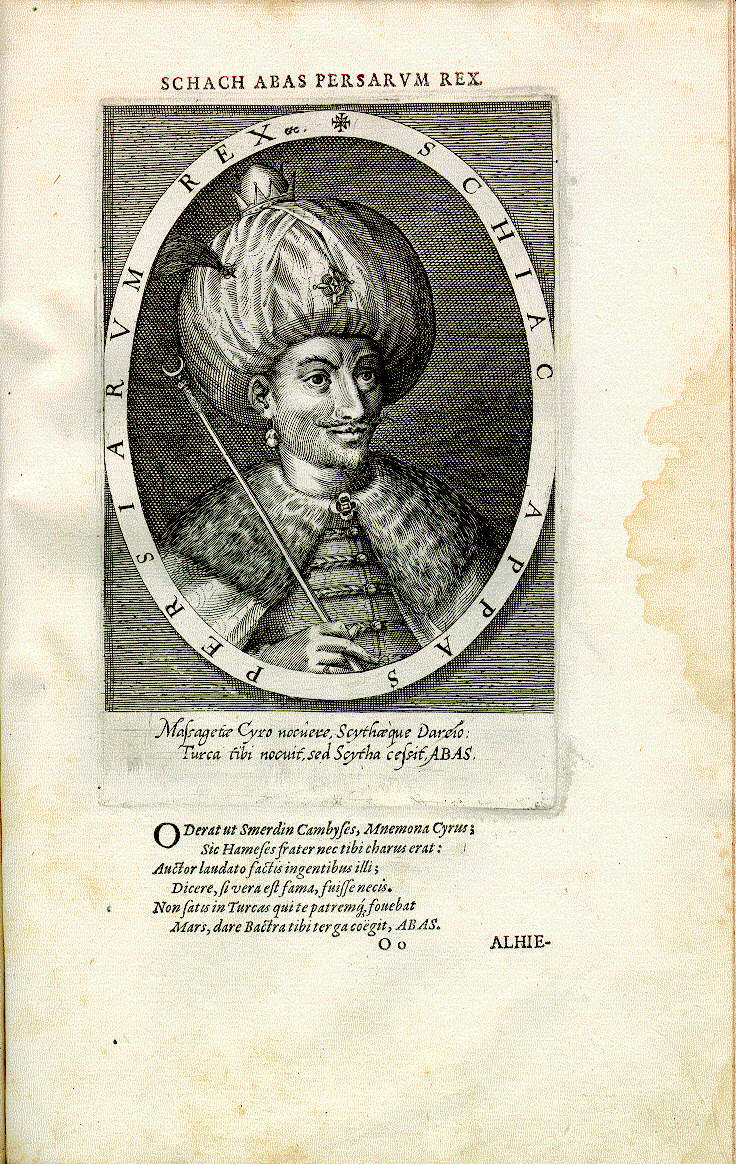
Abbas I. (Kupferstich von Dominicus Custos, spätes 16. Jahrhundert)

Isfahans genauer Gründungszeitpunkt liegt im Dunklen, erste Siedlungsanfänge reichen vermutlich bis in die frühachämenidische Zeit zurück, also das 6. Jahrhundert v. Chr. Nach der Eroberung der Region durch Muslime im Rahmen der Islamischen Expansion um das Jahr 642 erlebte Isfahan im 12. Jahrhundert unter der Dynastie der Seldschuken eine erste Blütezeit. Kriege und häufig wechselnde Herrscher ließen die Stadt in den folgenden Jahrhunderten jedoch in Stagnation verharren. Unter der Dynastie der Safawiden, die Isfahan zu ihrer Hauptstadt machten und in diesem „Spiegel des Paradieses“ zahlreiche Prachtbauten und Gartenanlagen anlegten, erfuhr die Stadt ihre Glanzzeit.
Im Jahr 1598 hatte Abbas I. seine Hauptstadt von Qazvin nach Isfahan verlegt und die Oase dazu bestimmt, seine Residenz und ein bedeutendes Zentrum von Handel, Kultur und Religion zu werden. Er zog 30.000 (andere Quellen sprechen von 50.000) Künstler, Handwerker und Händler aus dem ganzen Land zusammen, mit dem Auftrag, die am Rand des Zagrosgebirges inmitten der Salzwüste gelegene Oase nach den Paradiesvorstellungen des Islam umzugestalten. Dazu gehörten auch die als Handwerker und Händler geschätzten christlichen armenischen Bewohner des im heutigen Aserbaidschan gelegenen Dschulfa, die in eine eigene Vorstadt Isfahans zwangsweise umgesiedelt wurden.
Religiosität war die eine tragende Säule im Safawidenstaat, Handel und Kommerz die andere. Nach den ehrgeizigen Zielen Abbas I. sollte Isfahan nicht nur zur prächtigsten, sondern auch zur reichsten Stadt des Orients werden. Mitten in der Stadt sollte ein rationell durchgeplantes urbanes Handelszentrum entstehen, in dem jedes Handwerk seinen Bereich erhalten sollte und in dem Handel und Gewerbe durch die Gewährleistung von Sicherheit und die Bereitstellung einer großzügigen Infrastruktur unterstützt werden sollten.
Das bisherige Stadtzentrum aus der Seldschukenzeit lag um die große Freitagsmoschee herum. Abbas ließ etwa einen Kilometer südwestlich davon auf einem großen Freigelände zwischen dem alten Zentrum und dem Fluss Zayandeh Rud den Platz als neues Zentrum anlegen. Dadurch wurde ein radikaler Eingriff in den bisherigen Baubestand vermieden. Der neue Platz ist durch ein Netzwerk von Basarstrassen mit der alten Mitte verbunden.
Geistliches (dargestellt durch die Moscheen) wurde dem Weltlichen (dem Basar) gegenübergestellt, und alles konnte von dem mitten in diesem Spannungsfeld lebenden Herrscher auf seiner Aussichtsplattform über dem Durchgang zu seinem Palast bequem überblickt und durch seine auf dem königlichen Areal untergebrachten Sicherheitskräfte kontrolliert werden. Alle Bauwerke wurden durch doppelstöckige Arkaden miteinander verbunden und der großzügige Platz im Mittelpunkt diente als Treffpunkt, Handels- und Gerichtsplatz ebenso wie für sportliche Anlässe und Festivitäten. Die beeindruckende Größe des Platzes war mit auf den Umstand zurückzuführen, dass Abbas I. ein leidenschaftlicher Polospieler (Chovkanspieler) war und daher ein Polofeld auf dem Platz vorsah.
Die Pläne des Schahs gingen in Erfüllung. Die von ihm umgesiedelte armenische Händlergemeinschaft spann ein ausgedehntes Netz von Handelsverbindungen und spielte rasch eine wichtige Rolle im Seiden- und Gewürzhandel zwischen Orient und Okzident. Binnen kurzem liefen bedeutende Handelswege zwischen China und Europa über Isfahan und es prägten – ganz anders als in anderen Wüstenstädten – türkisfarbene Kuppeln und kostbar schimmernde Kacheln der Moscheen und Medressen, blühende Gärten, vornehme Paläste und großzügige Wohnhäuser das Bild einer prosperierenden Stadt, was den nach entbehrungsreicher und kräftezehrender Reise in Karawanen ankommenden Besuchern wie eine Fata Morgana – oder eben das „Paradies auf Erden“ – vorgekommen sein mag.

## Aufteilung des Platzes

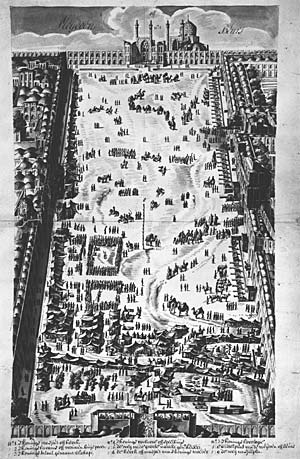
Naqsch-e-Dschahan-Platz als Übersicht von 1703, Darstellung von Gerard Hofsted van Essen

Das Panoramafoto oben und die Zeichnung aus dem frühen 18. Jahrhundert rechts zeigen den monumentalen, fast 90.000 m² großen, von umlaufenden doppelstöckigen Arkaden eingefassten Platz im Überblick, wobei auf den Abbildungen der Westen rechts, der Osten links, der Süden oben und der Norden unten liegen.
An den Schmalseiten des Platzes erheben sich zwei mächtige und reich verzierte Eingangsportale. Im Süden – auf den Abbildungen oben – steht das prächtige Eingangstor zur Königsmoschee, die heute Masdsched-e Emām heißt, und im Norden der breite, aber vergleichsweise einfach gestaltete Zugang zum Basar.
Im Westen – auf den Abbildungen rechts – liegt die Ali Qāpu, die Hohe Pforte, sie war der Eingang zum Gartenpalast des Schahs und diente gleichzeitig als Aussichtsplattform. Ihr gegenüber, im Osten, fügt sich das Eingangsportal eines Bethauses, einer kleineren, eher privaten königlichen Moschee, der Masdsched-e Scheich Lotfollāh, in die Arkaden ein.
Der Platz ist 560 m lang und 160 m breit. Heutzutage ist das Areal immer noch prägender Mittelpunkt der Stadt und ihres kulturellen und gesellschaftlichen Lebens. Gleichzeitig gehört er zu den wichtigsten Sehenswürdigkeiten des Iran. Der Platz wird heute von formalen, parkartigen Grünanlagen und einem riesigen Wasserbecken mit Springbrunnen in seiner Mitte dominiert, die Arkaden dienen als Flaniermeile, hinter denen Geschäfte, Handwerkerstände, Restaurants und Teestuben zum Besuch einladen.

## Gebäude
Nahezu gleichzeitig mit der Fertigstellung des Platzes (1601) wurde mit der Errichtung der Gebäude um den Platz herum begonnen, wobei lediglich bei der Hohen Pforte auf ein bereits vorhandenes Bauwerk zurückgegriffen werden konnte: einen Pavillon aus timuridischer Zeit, der aufgestockt und erweitert wurde.
Nach der Anlage des Platzes wurde die Hohe Pforte in ihrem ersten Bauabschnitt zuerst fertiggestellt, gefolgt von der relativ kleinen Lotfollāh-Moschee, die ab dem Jahr 1603 errichtet und 1619 eingeweiht wurde. Der Bau der Königsmoschee begann – je nach Quelle – im Jahr 1590, 1611 oder 1612, ein erster Bauabschnitt sollte bereits 1615 fertiggestellt werden, denn der König, der seine Pläne noch zu seiner Lebenszeit verwirklicht sehen wollte, trieb zur Eile an. Tatsächlich wurde 1616 nur das Eingangsportal fertiggestellt, die Arbeiten an der Moschee konnten erst 1630 oder 1638 beendet werden.
Das Eingangstor zum neuen Basar wurde im Jahr 1619 fertig.

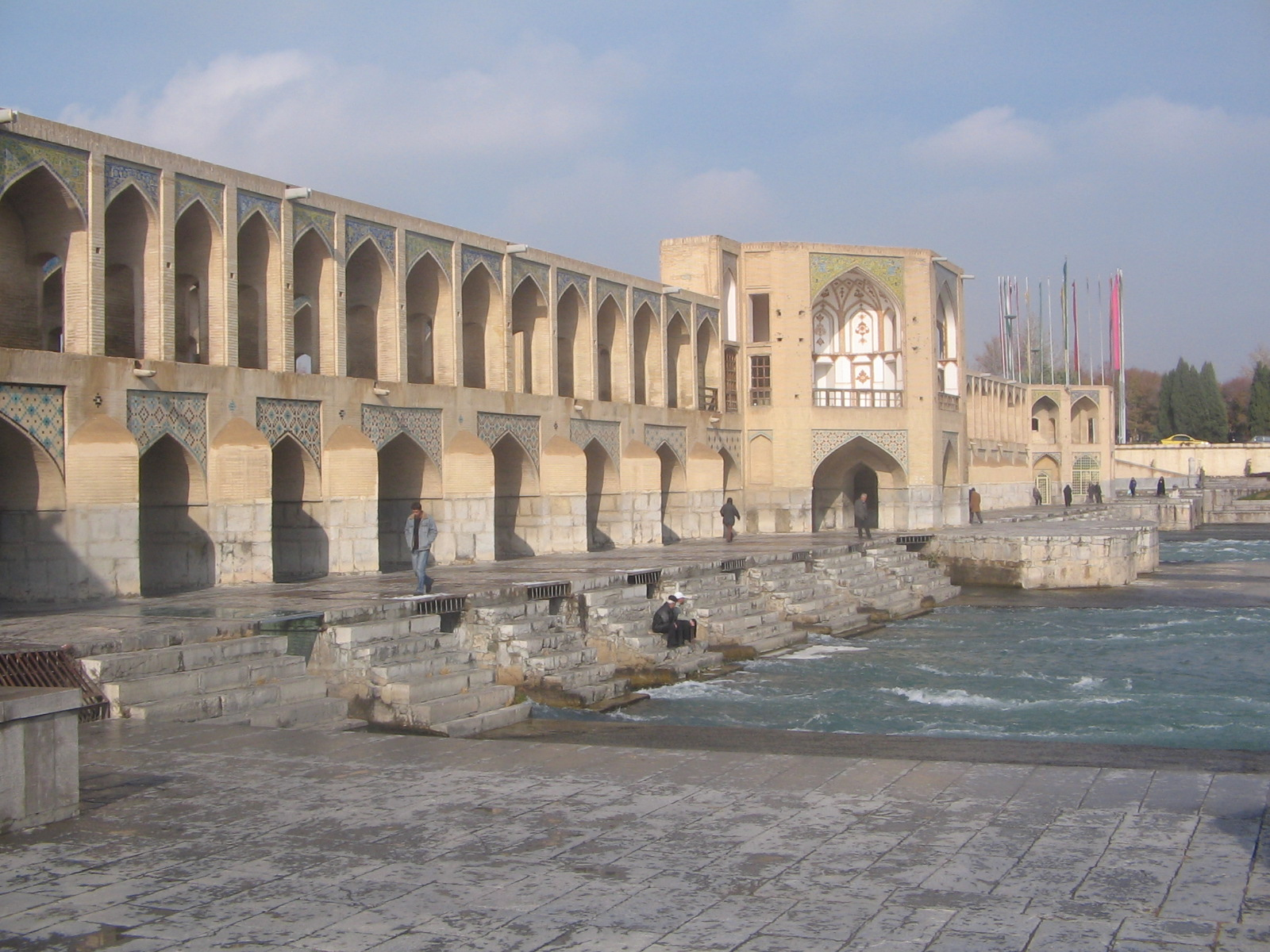
Nicht zum Ensemble gehörende, 50 Jahre später im gleichen Baustil errichtete Brücke Pol-e Chādschu in Isfahan

### Arkaden
Die in traditioneller Ziegelbauweise errichteten zweistöckigen Arkaden mit Bogengängen verbinden die einzelnen Gebäude des Platzes. Sie werden als schattige Laubengänge und Zugang zu den hinter ihnen gelegenen Läden, Geschäften und Werkstätten genutzt. Ihre Gesamtlänge beträgt rund 1,2 km, sie umschließen den Platz bis auf die vier Auslassungen für die Pforten und Portale vollständig.
Ein anderer Bau in Isfahan, der sich derselben Bautechnik bedient und ebenfalls Arkaden mit Bogengängen aufweist, ist die unter Abbas II., dem Enkelsohn des 1629 verstorbenen Abbas I., ab 1650 erbaute Brücke Pol-e Chādschu über den Fluss Zayandeh Rud. Hier fand der zweigeschossige Arkadenbau gleichzeitig als Staudamm und Schleuse Verwendung.

### Schahmoschee

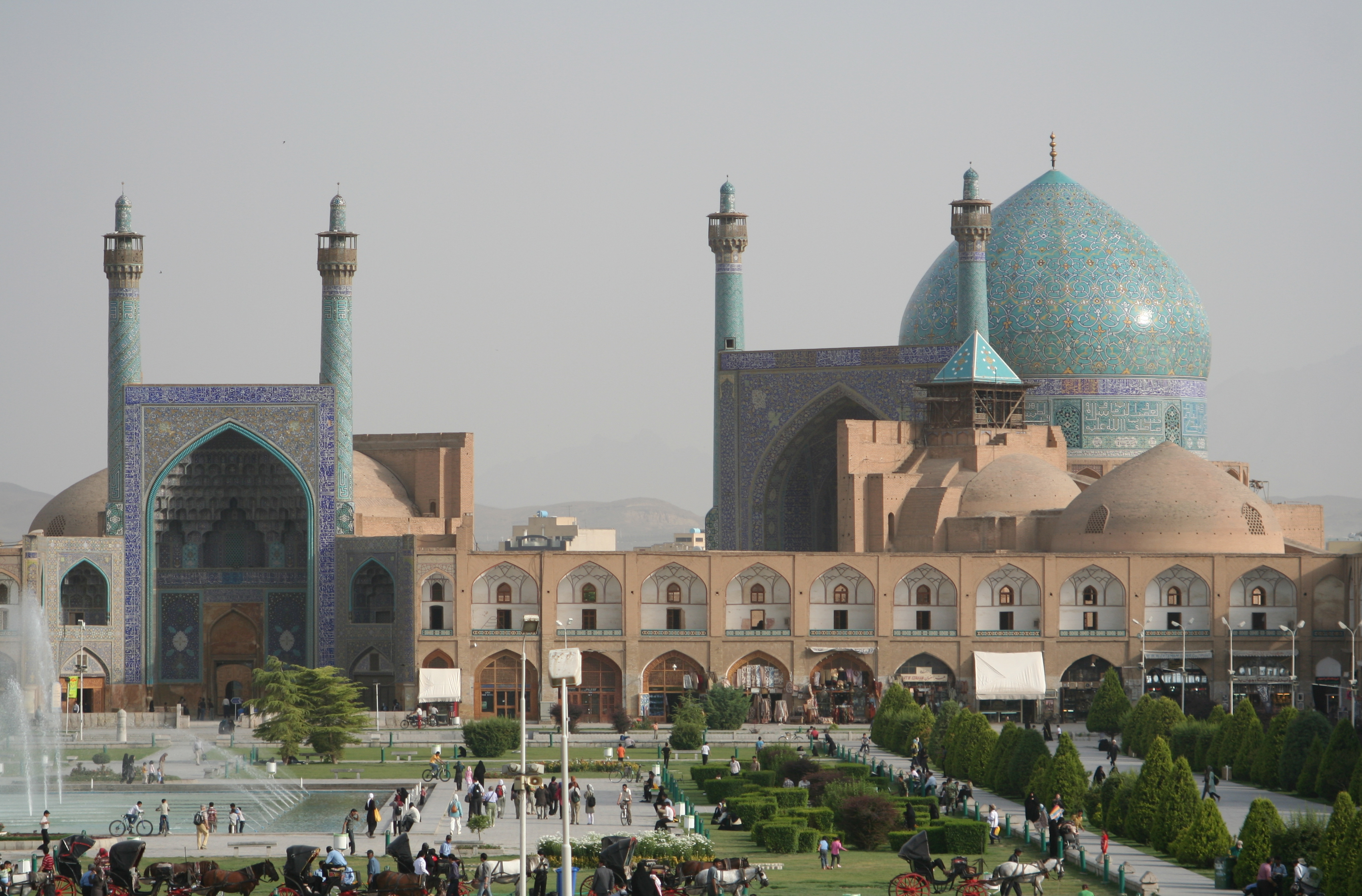
Königsmoschee

Mit dem Bau der Schah-Moschee (مسجد شاه, DMG Masǧed-e Šāh), die wie der Platz selbst nach der Islamischen Revolution zu Ehren des Ajatollahs Khomeni umbenannt wurde und heute offiziell Imam-Moschee (مسجد امام, DMG Masǧed-e Emām) heißt, wurde nach Chardin bereits 1590 begonnen, die meisten anderen Quellen aber berichten, Schah Abbas I. habe persönlich den Grundstein im Frühjahr 1611 oder 1612 gelegt. Sie sollte nach den Vorstellungen des Schahs die Komposition des Naqsch-e-Dschahan-Platz krönen. Ihre Vollendung im Jahre 1630 oder gar 1638 erlebte er allerdings nicht mehr.
Die Moschee wird als Meisterwerk islamischer Baukunst angesehen und besticht durch ihre gebauchte himmelblaue Zwiebelkuppel und ihre reichen Mosaikarbeiten auf Portalen, Gebetshallen, Minaretten und Arkaden. Flankiert wird sie von zwei schlanken, türkisfarbenen, etwa 50 m hohen Minaretten, die den 26 m hohen Türmchen des Eingangsportals ähneln.
Der Architekt Ostad Abu'l-Qasim musste die Moschee nicht nur in aller Eile planen und ausführen lassen, auch durch die Lage des zugewiesenen Grundstücks stand er vor einem Problem. Das Gebäude war – wie alle Moscheen – nach Mekka auszurichten, was mit der Lage des dazu diagonal ausgerichteten Platzes schwer zu vereinbaren war, zu dem der Schah unmittelbaren Zugang durch ein Portal wünschte. Der Architekt entschied sich daher dafür, die Moschee in einem Winkel von rund 45 Grad zum Naqsch-e-Dschahan-Platz zu bauen. Heutzutage wird das Freitagsgebet auf dem Naqsch-e-Dschahan-Platz direkt vor dem Eingangsportal zur Moschee verrichtet.
Der Kalligraph Ali Reza war für die kunsthandwerkliche Ausführung verantwortlich, die ihm in bemerkenswerter Präzision gelang. Aufgrund der Ungeduld des Auftraggebers wurde für die fayenceähnlichen Fliesen zusätzlich eine während der Bauzeit entstandene neue Brenntechnik namens Haft-Rangi (wörtlich: „Sieben Farben“) benutzt. Die neue Technik gestattete es, mit bis zu sieben Farben gleichzeitig auf einer Fliese zu arbeiten, ohne dass diese ineinander laufen, wobei das Verfahren schneller und billiger ist als Mosaiktechniken. Nach Erfindung dieser Technik wurden Fliesen mit mehrfarbiger Bemalung oft als Ersatz für Mosaiktechniken verwendet. Die Verkleidung der Königsmoschee besteht aus Fliesen des alten und des neuen Stils.
Von Ali Reza stammt auch die Jahresinschrift von 1616 am Eingangstor vom Naqsch-e-Dschahan-Platz, was aber lediglich das Tor selbst betraf. Die Arbeiten an der Moschee gingen bis mindestens 1630, wahrscheinlich gar bis 1638 weiter.
Für das Gebäude wurden schätzungsweise 18 Millionen Ziegelsteine, für Verkleidung und Futtermauern rund 472.500 Kacheln verbaut.

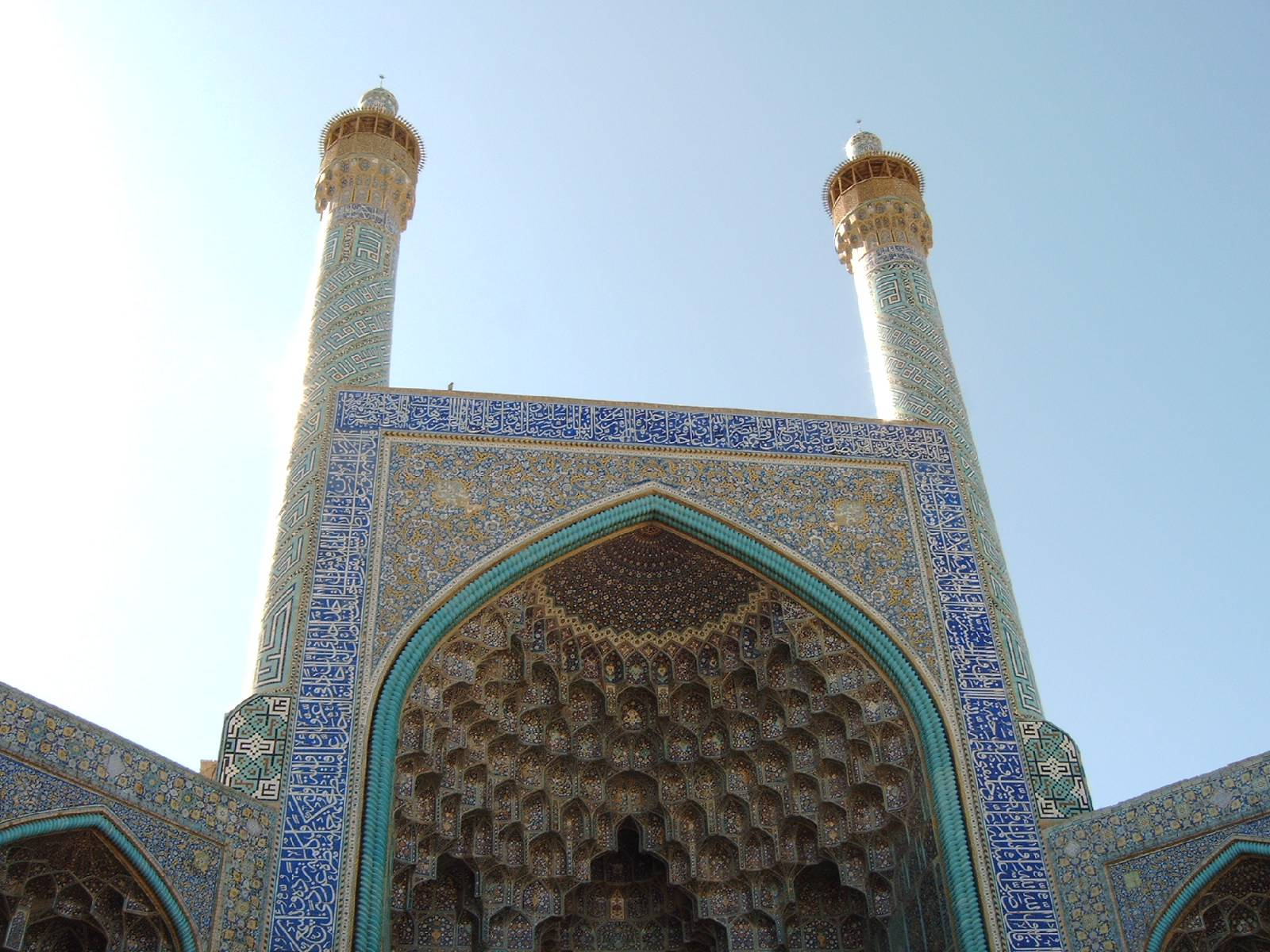
Eingangstor zur Moscheeanlage
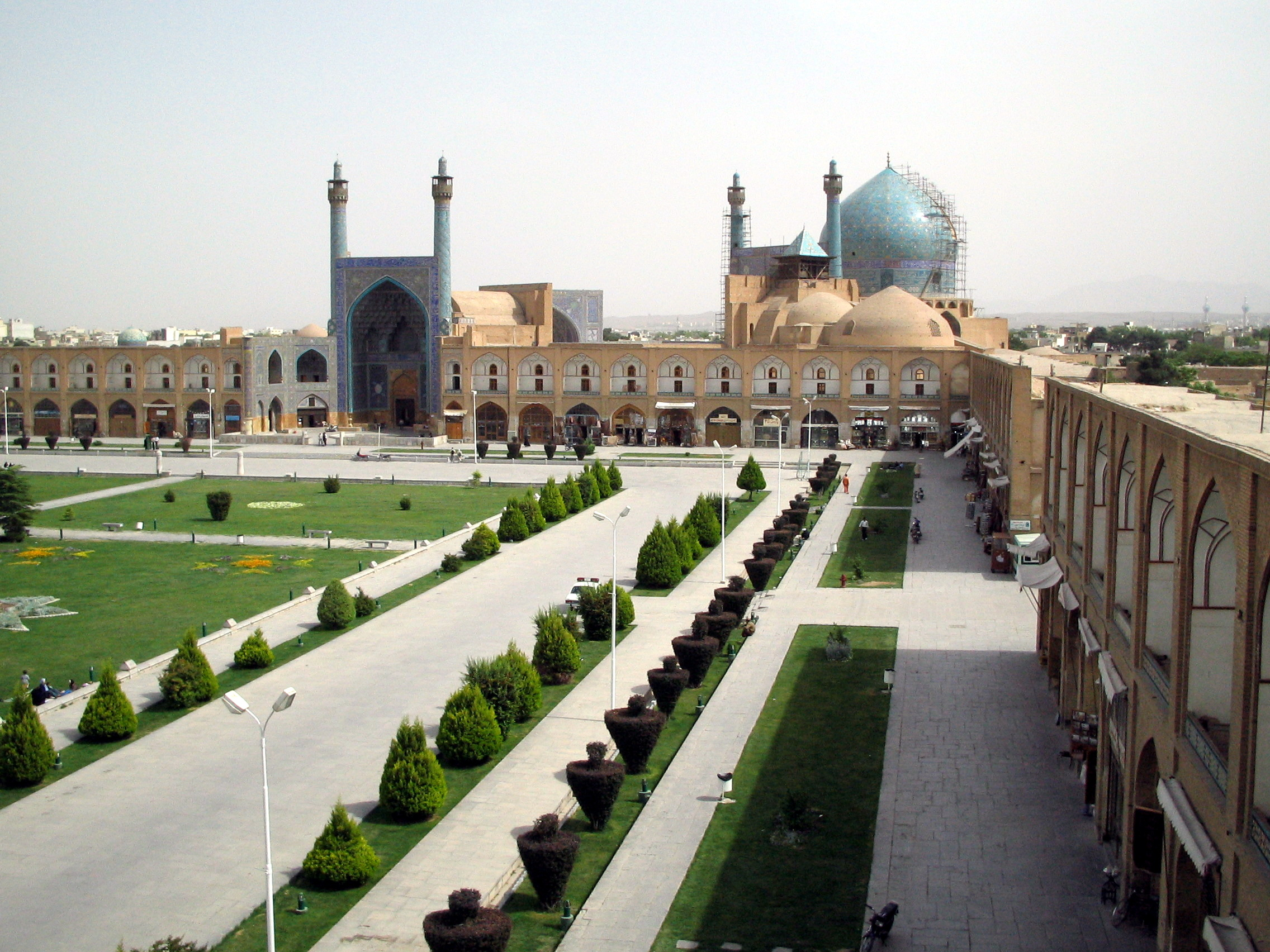
Platz und Moschee
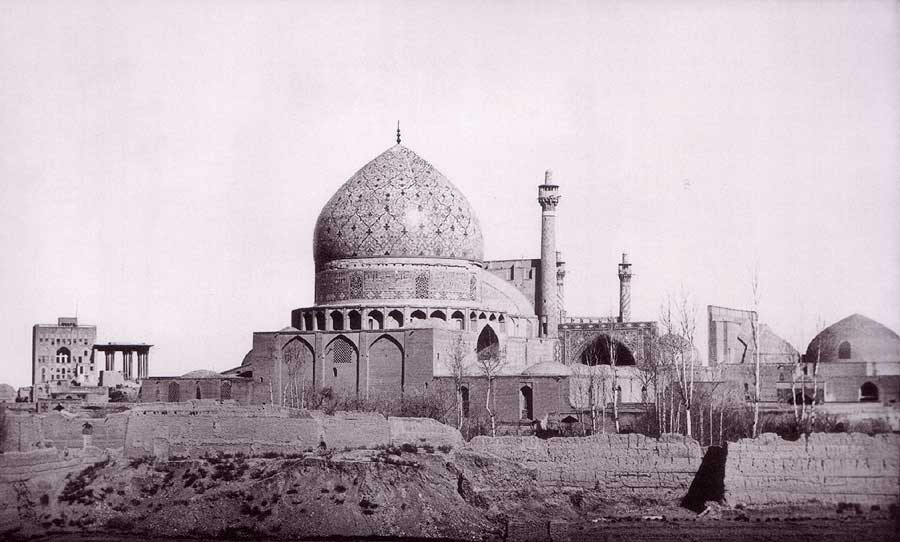
Masdsched-e Schāh, Aufnahme von Ernst Hoeltzer, 1873

### Hohe Pforte (Ali Qapu)

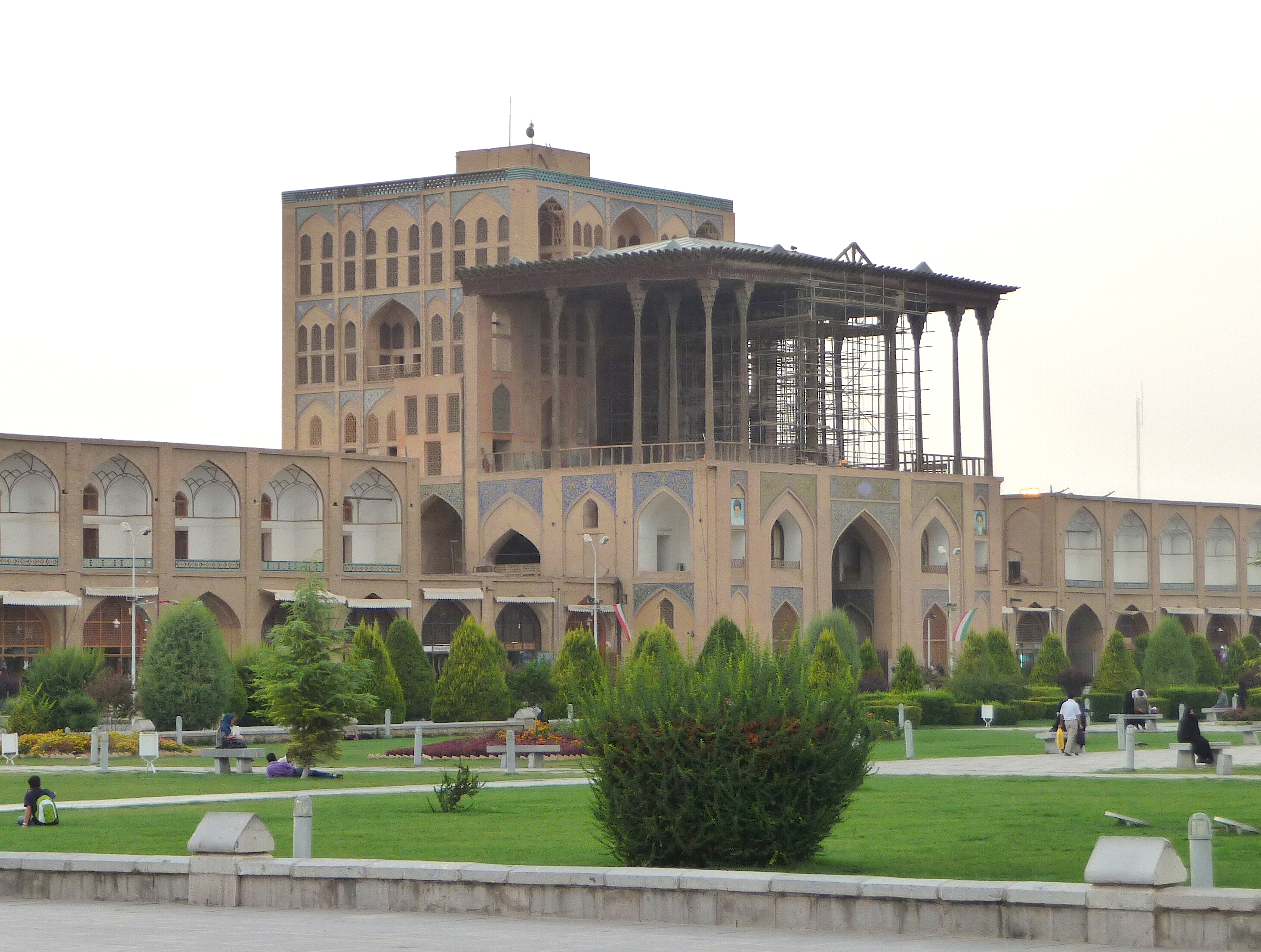
Ali Qapu

Ursprünglich lediglich als Torbau und Durchgang zu den geplanten königlichen Gärten und Residenzen geplant, entwickelte sich der an der Westseite des Platzes gelegene Ali Qapu (persisch عالی‌قاپو, DMG ʿĀlī Qāpū, ‚Hohe Pforte, Hohes Tor‘) selbst zu einem Palastbau, dem Ali-Qapu-Palast. Der Palast verfügt über fünf Ebenen (drei Haupt- und zwei Zwischenetagen) bei einer Gesamthöhe von 68 Metern und ist in derselben traditionellen Ziegelbauweise ohne Verkleidung ausgeführt, wie die umlaufenden Arkaden.
Das Gebäude ist das einzige am Naqsch-e-Dschahan-Platz, das auf einem bereits bestehenden Bauwerk aufbaute: Abbas I. ließ einen Pavillon aus timuridischer Zeit von zwei auf fünf Ebenen erhöhen und eine Eingangspforte vorbauen.
Der Name Āli Qāpu, Hohe Pforte, bezieht sich auf den Durchgang in seiner Mitte in Form eines gewölbten Gangs, der zu dem ausgedehnten, sich direkt hinter dem Naqsch-e-Dschahan-Platz erstreckenden Gelände führt, auf dem später der 1647 entstandene Tschehel-Sotun-Palast (كاخ چهل ستون, DMG kāḫ-e čehel sotūn, ‚Palast der vierzig Säulen‘) errichtet wurde. Auf der Vorderseite wurde über der zweiten Ebene eine Aussichtsplattform errichtet, die von 18 Zedernholzsäulen umrahmt zu einer das dritte und vierte Stockwerk umfassenden, offenen Säulenhalle unter einem imposanten Flachdach gestaltet wurde. Diese geräumige Veranda (tālār) war der ideale Platz für den König und den Hofstaat, das Geschehen auf dem Naqsch-e-Dschahan-Platz zu verfolgen, wie etwa Polospiele, das Markttreiben oder außergewöhnliche Ereignisse.
Palastwachen und Verwaltung residierten im Untergeschoss, die Privatgemächer des Herrschers befanden sich in den oberen Etagen. Hier ließ er sich auch nach den neuesten Erkenntnissen der Akustik ein Musikzimmer einbauen. Dieser berühmte Raum enthält kunstvolle Durchbruch-Verputzarbeiten, die mittels einer speziellen zweiwandigen Stuckornamentik in Schattenmanier verschiedene Arten von Vasen und anderen Gefäßen darstellen (wobei jedoch zweifelhaft bleibt, ob in diesen Nischen ursprünglich wirklich Gefäße standen, wie oft behauptet, oder die Nischen selbst den Schmuck darstellten).
Mit der palastartigen Hohen Pforte, seinem luftig gebauten auf Holzsäulen ruhenden Obergeschoss und mit seiner prachtvollen Innenausstattung hat sich ein für den safawidischen Palastbau typischer graziöser Pavillon erhalten.
Hinter der Hohe Pforte befinden sich die königlichen Gärten, in denen weitere Pavillons, die Thronhalle und der berühmte Vierzig-Säulen-Palast, liegen. Dieses Gebiet ist vom Naqsch-e-Dschahan-Platz aus aber nicht einsehbar.

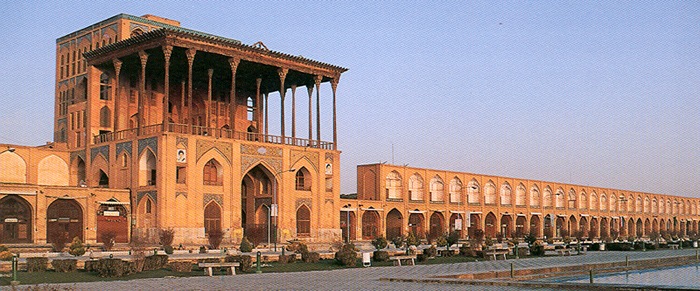
Ali Qapu, Vorderansicht
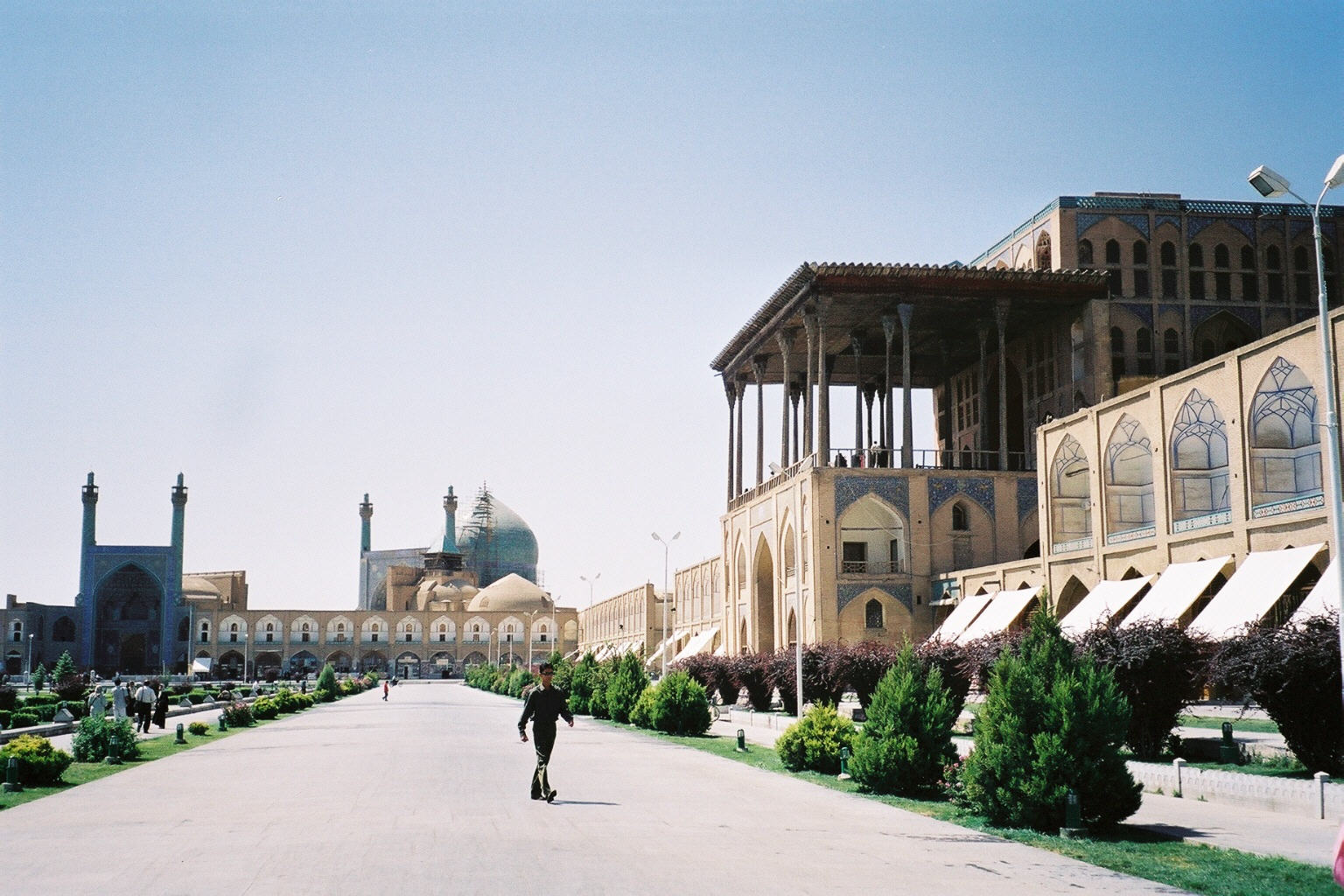
Ali Qapu, seitliche Ansicht
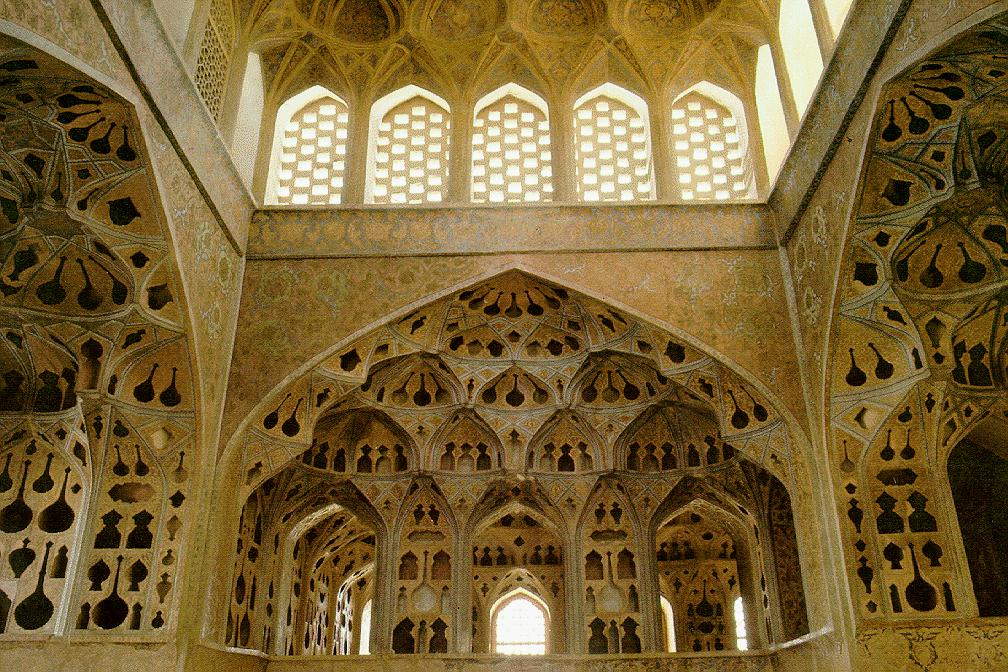
Ali Qapu, Musikzimmer
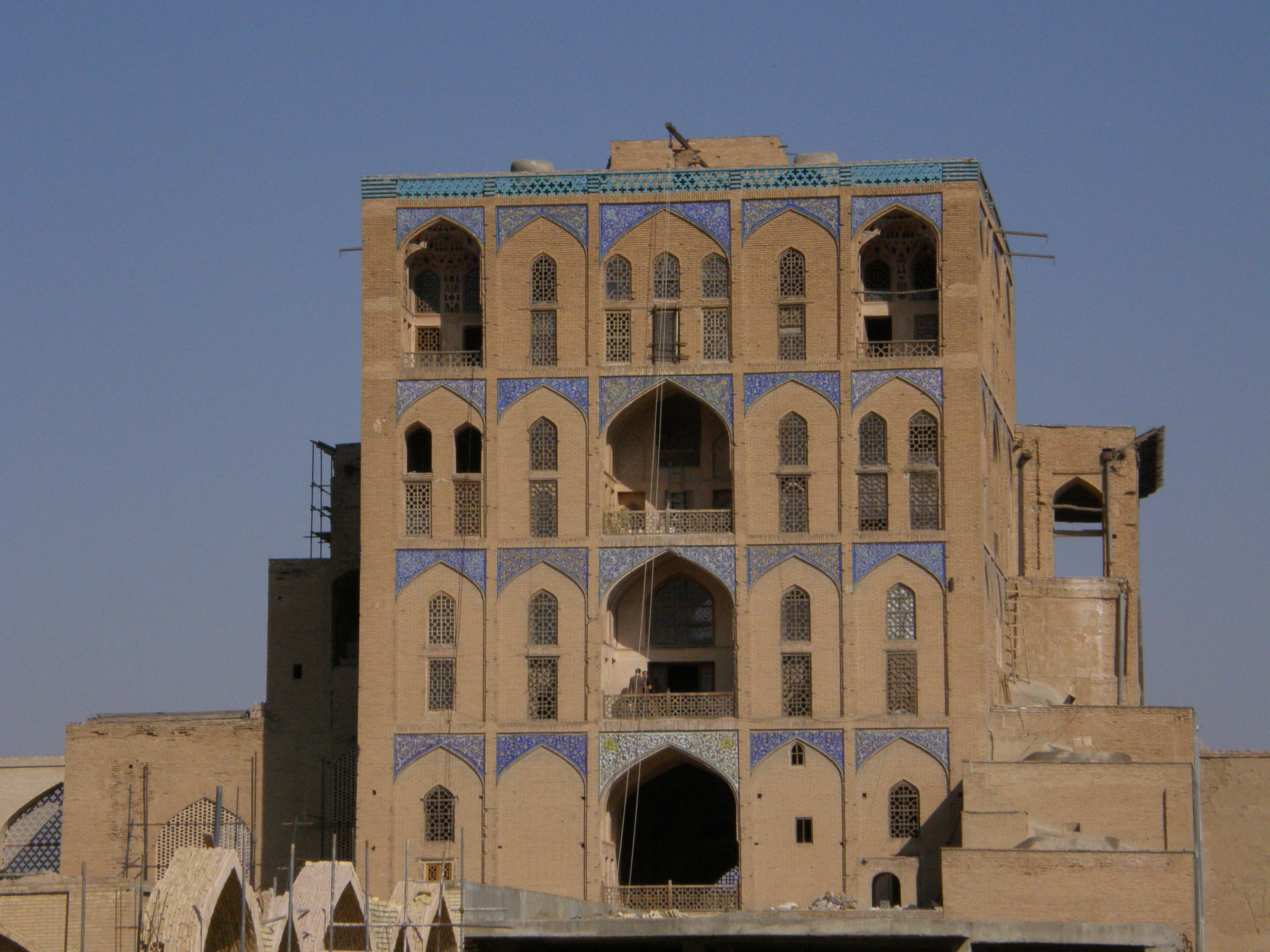
Ali Qapu, rückwärtige Ansicht

### Scheich-Lotfollāh-Moschee

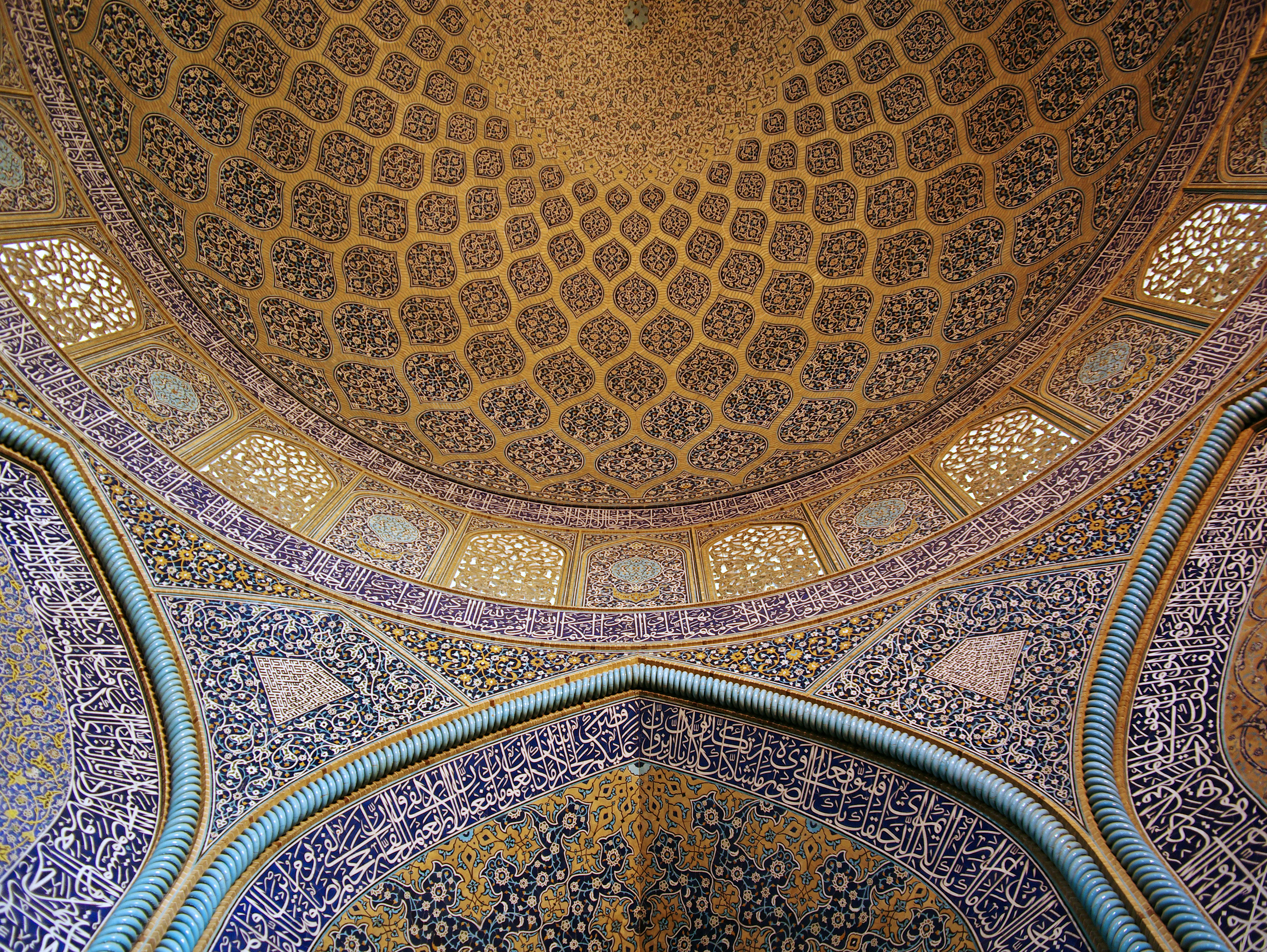
Innenwand und Kuppel der Scheich-Lotfollāh-Moschee

Gegenüber der Hohen Pforte und dem königlichen Palastgebiet liegt im Osten des Platzes das farbenprächtige, blaugrundige Eingangsportal der Scheich-Lotfollāh-Moschee (مسجد شیخ لطف الله Masdsched-e Scheich Lotfollāh). Der Architekt war Muhammad Reza ibn Ustad Hosein Banna Isfahani.
Die Moschee mit ihrer einfarbigen, hellen Kuppel und dem türkisfarbenen Kleid ist innen und außen mit kostbaren Kacheln geschmückt und wurde in der Zeit von 1603 bis 1616 errichtet. Je nach Lichteinfall changieren die Kuppelfliesen von Rosa über Beige bis karamellfarben. Bis zur Errichtung der Königsmoschee wurde sie vom Schah und seiner Familie benutzt. Sie ist durch einen unterirdischen Gang unter dem Naqsch-e-Dschahan-Platz mit der gegenüberliegenden Hohen Pforte verbunden, um die weiblichen Angehörigen der königlichen Familie vor fremden Blicken zu schützen.
Abbas I. benannte sie nach seinem 1622 verstorbenen Schwiegervater Scheich Lotfollāh.
Das Gebäude und sein Zweck bergen bis heute Geheimnisse. Die Inschrift im Portal weist es als Moschee („Masdschid“) aus, aber die Anlage verfügt weder über ein Minarett noch über einen für Moscheen ebenfalls üblichen Innenhof mit Waschgelegenheiten (Wudū'). Der Hauptraum mit einer Grundfläche von 19 mal 19 Metern enthält einen Mihrāb, d. h. eine Gebetsnische, die zur Qibla ausgerichtet ist, sodass die Anlage circa 45 Grad zum Platz versetzt liegt. Neben dem Hauptraum befindet sich ein annähernd gleich großer Raum mit tiefem Gewölbe, das auf vier oktogonalen Pfeilern ruht.
Insgesamt passt die Gestaltung der Anlage eher zu einem Mausoleum, es ist jedoch davon auszugehen, dass dort niemand bestattet wurde. Oft wird das Gebäude als privates Bethaus der königlichen Familie bezeichnet, was in der iranischen Architektur aber unbekannt ist.

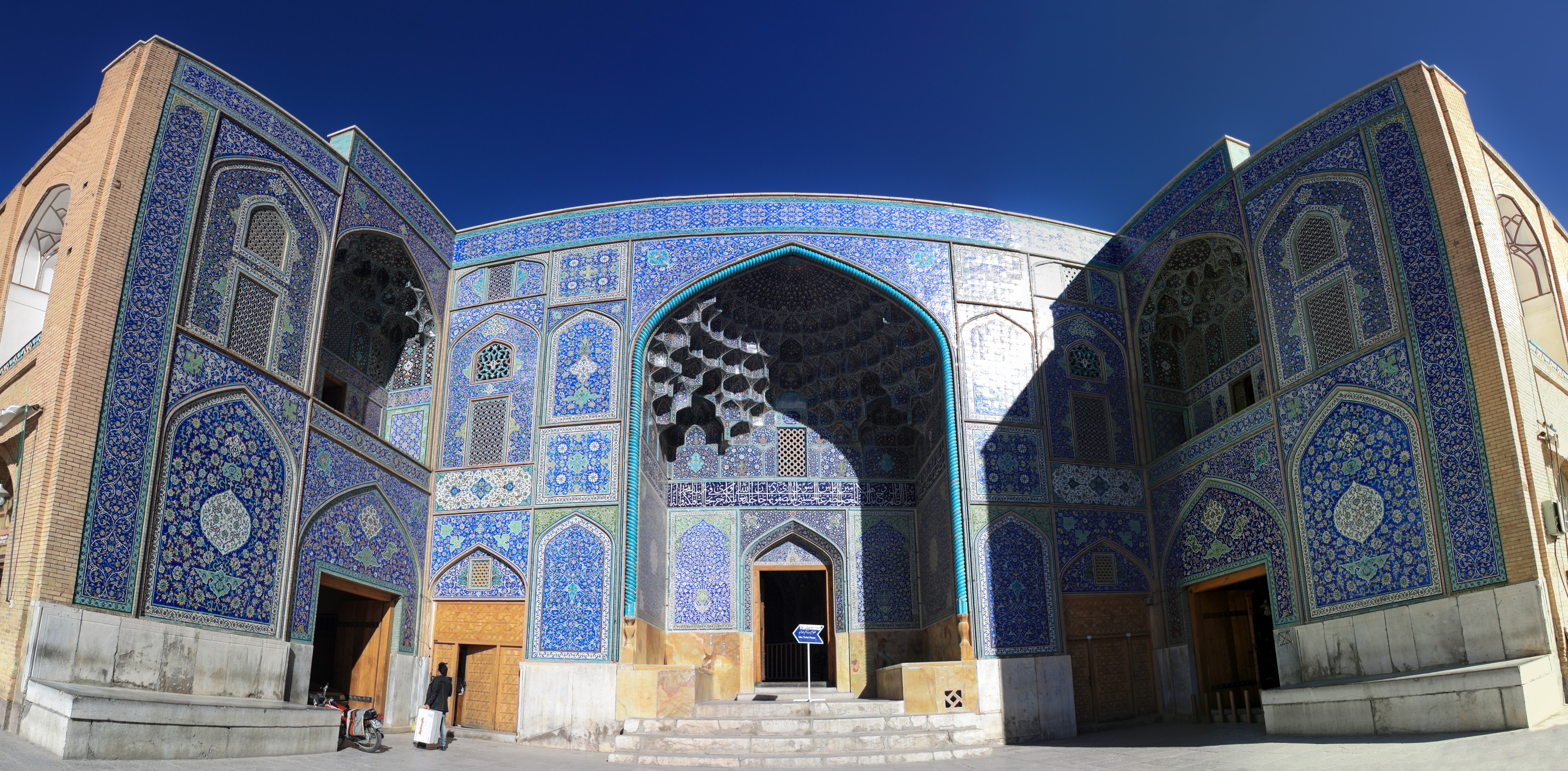
Eingangsportal
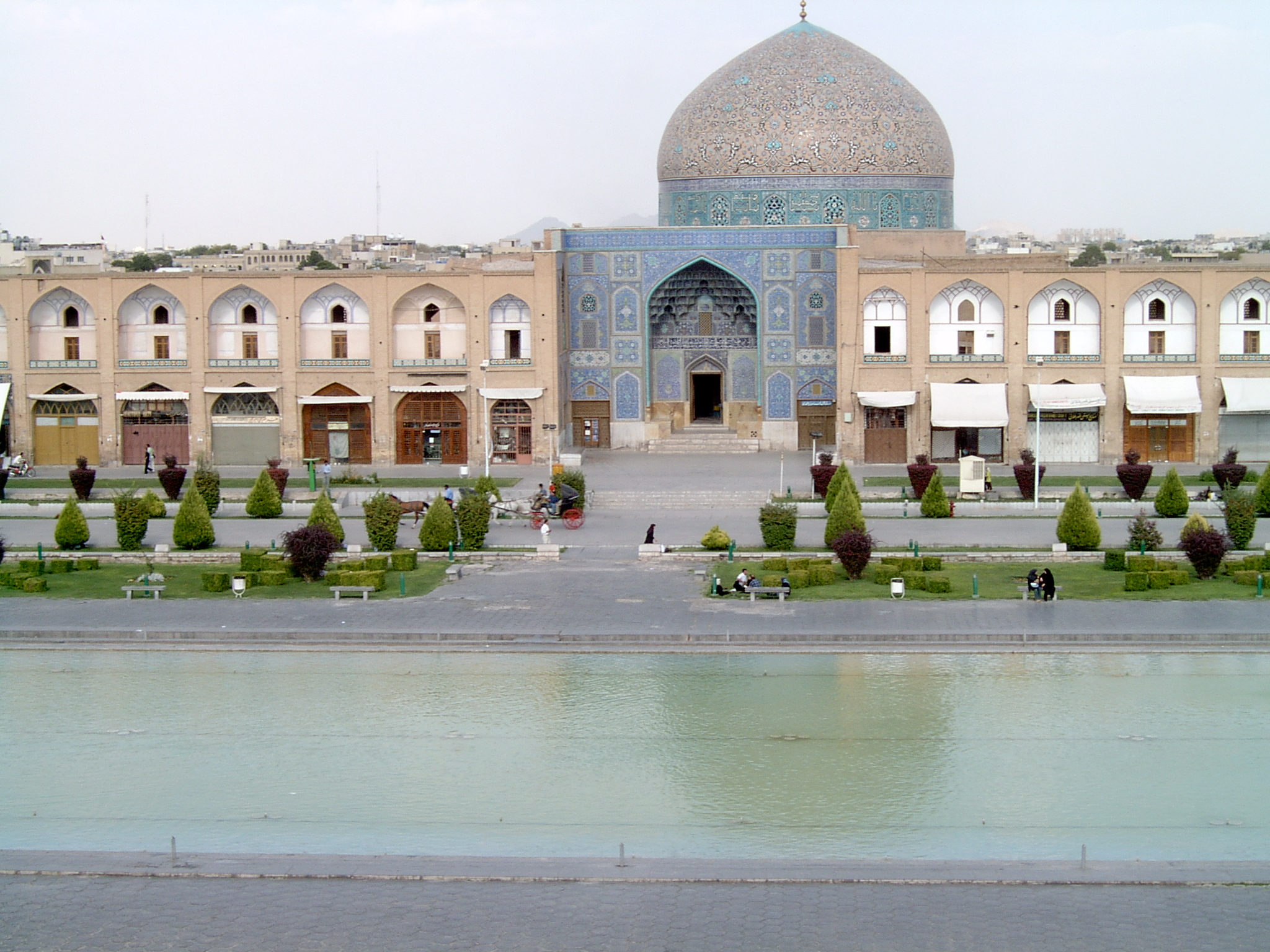
Scheich-Lotfollāh-Moschee
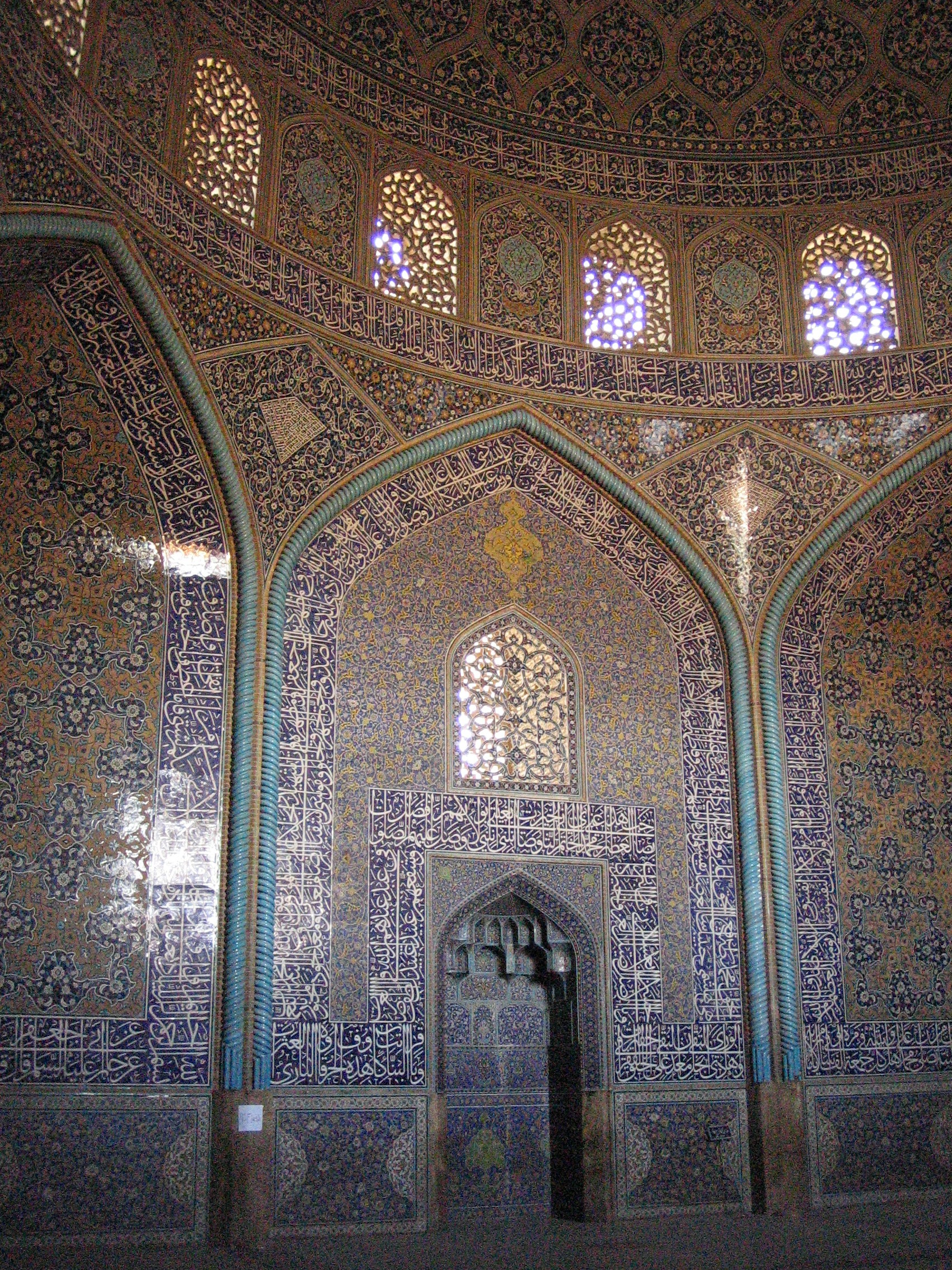
Mihrāb
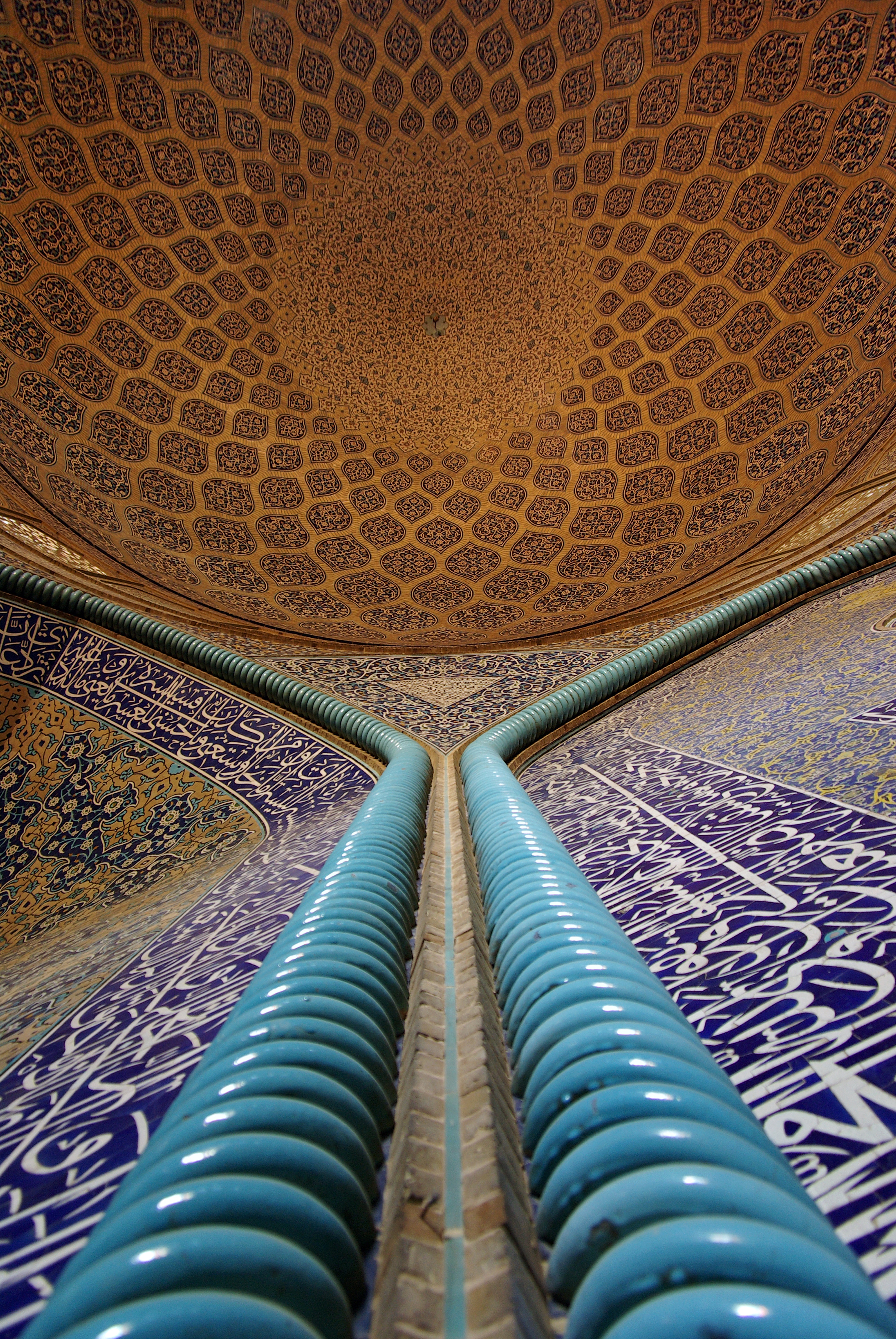
Innenwand und Kuppel
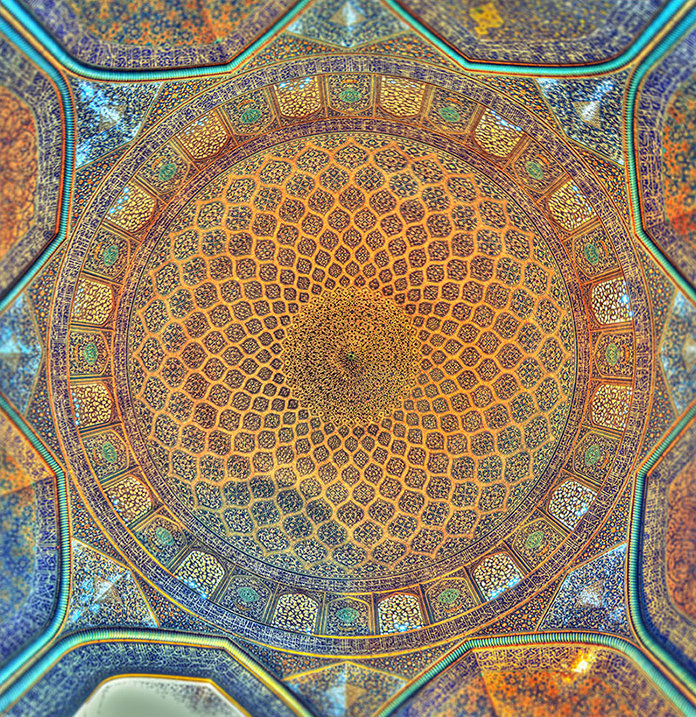
Kuppel

### Königlicher Basar
Der Eingang des Königlichen Basars, Gheisarieh (بازار قیصریه, DMG Bāzār-e Qaiṣarīye, wörtl. „Basar des Kaisertums“) genannt, wirkt im Gegensatz zu den anderen Portalen des Naqsch-e-Dschahan-Platz eher unscheinbar. Doch lagen ihm bei seiner Fertigstellung moderne Überlegungen zugrunde.
Als Abbas I. Isfahan als seine Residenz neu gestaltete, legte er nicht nur Wert auf einen angemessenen Palast und prächtige Moscheen, sondern beschäftigte sich auch mit Fragen des Handels und der Sicherheit. Der bisherige Basar der Stadt drängte sich, relativ weit vom Palastbezirk entfernt, unübersichtlich, eng und unkomfortabel um die Freitagsmoschee herum. Abbas wollte das künftige Zentrum von Handel und Handwerk im Herzen der Stadt, nahe seiner eigenen Residenz und seiner Sicherheitskräfte wissen. Entstehen sollte ein modernes, großzügiges Areal, das allen Händlern, Handwerkern und Dienstleistern ausreichend Platz und Schutz und eine moderne Infrastruktur bieten sollte.
Der Königliche Basar zieht sich vom Eingang am Nordende des Naqsch-e-Dschahan-Platz und schlängelt sich nördlich bis zur Freitagsmoschee, wo er früher endete und begrenzt war, sich heute aber in weitere kleinere Basare aufteilt. Bis heute wird – nunmehr nur noch symbolisch und nicht mehr aus Sicherheitsgründen – das Eingangstor zum Basar abends verschlossen.
Der Eingang ist mit astrologischen Zeichen geschmückt. Die Spandrillen zeigen Kacheln mit zentaurenähnlichen Figuren, die sich nach hinten wenden und mit Pfeil und Bogen schießen. Diese Darstellungen mögen von der Angewohnheit der Parther herrühren, sich bei Reiterangriffen im Sattel zu drehen und den rückwärtigen Feind mit Pfeilen zu überziehen. Die Figuren erinnern dabei auch an den Schützen, das Sternzeichen der Stadt.

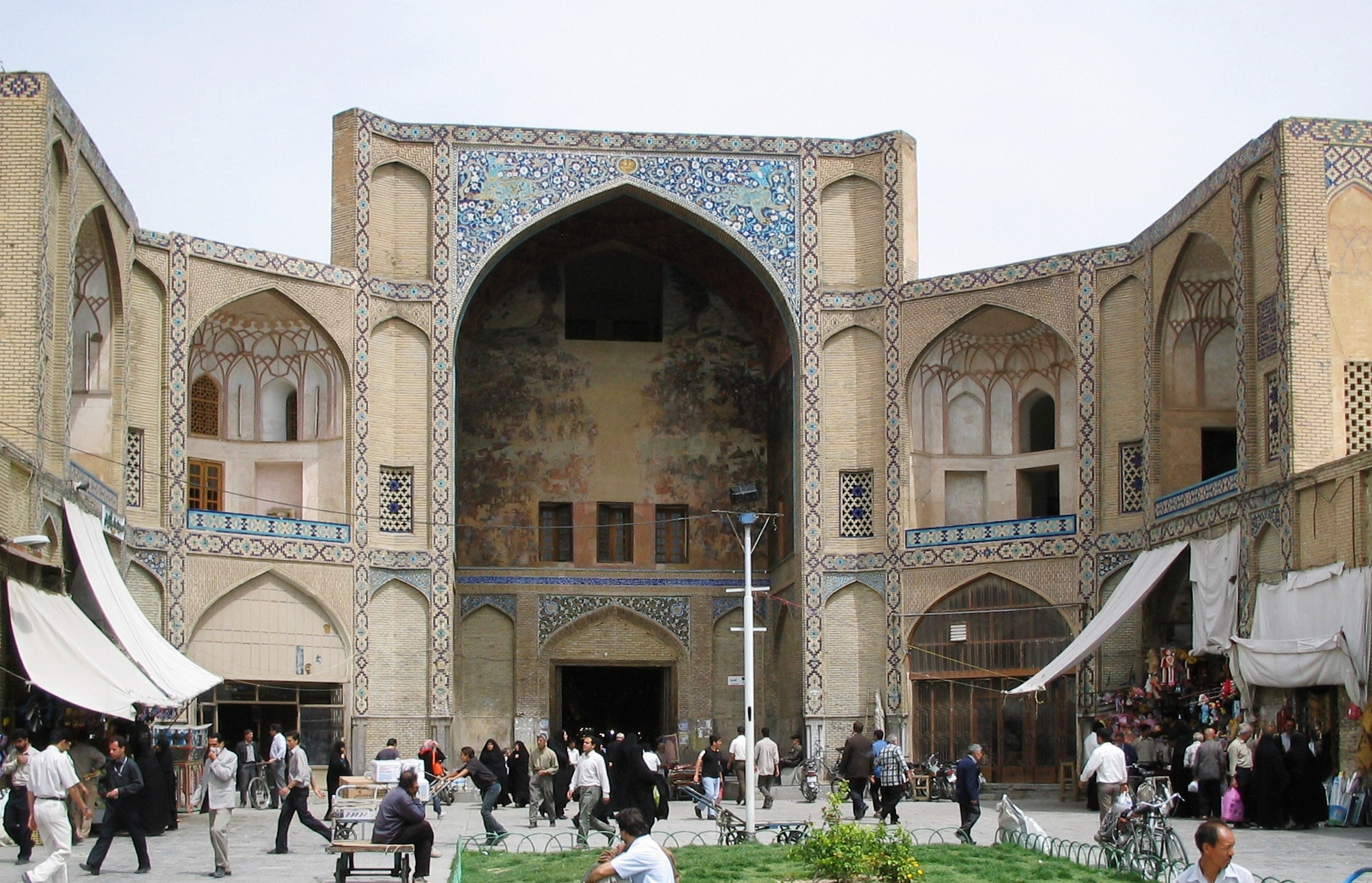
Eingang zum königlichen Basar
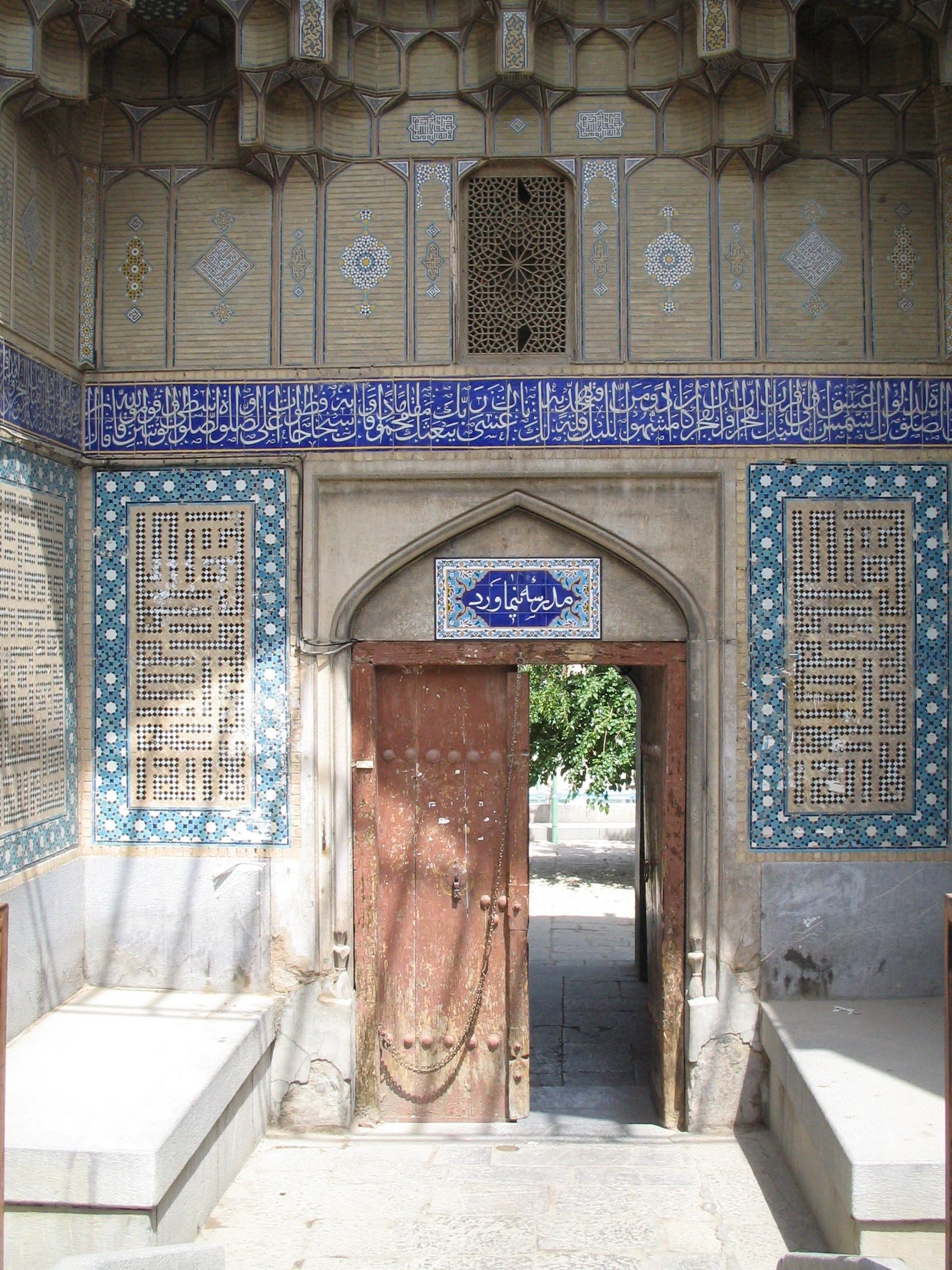
Eine reich verzierte Nebenpforte
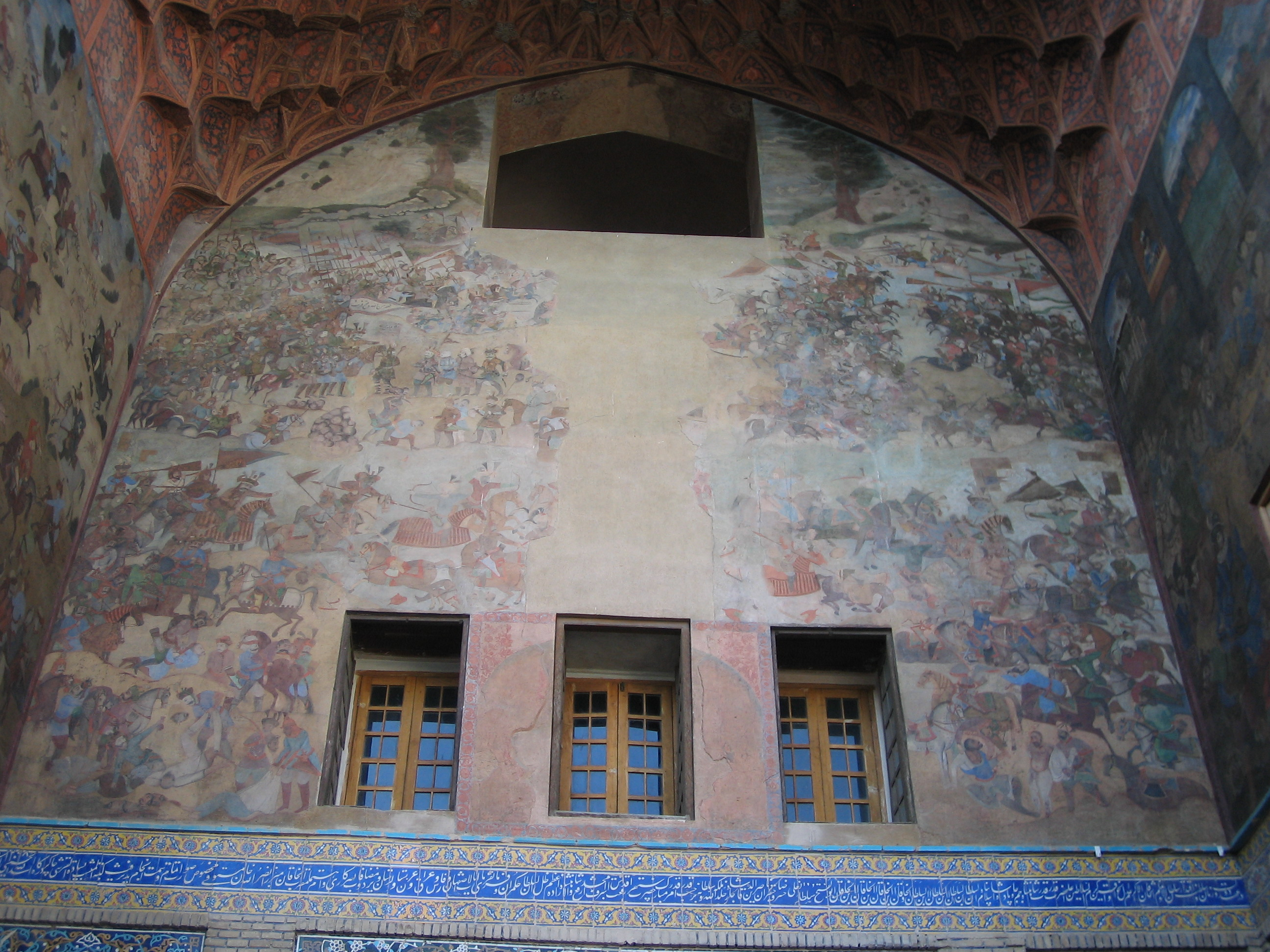
Fresken im Eingangsbereich
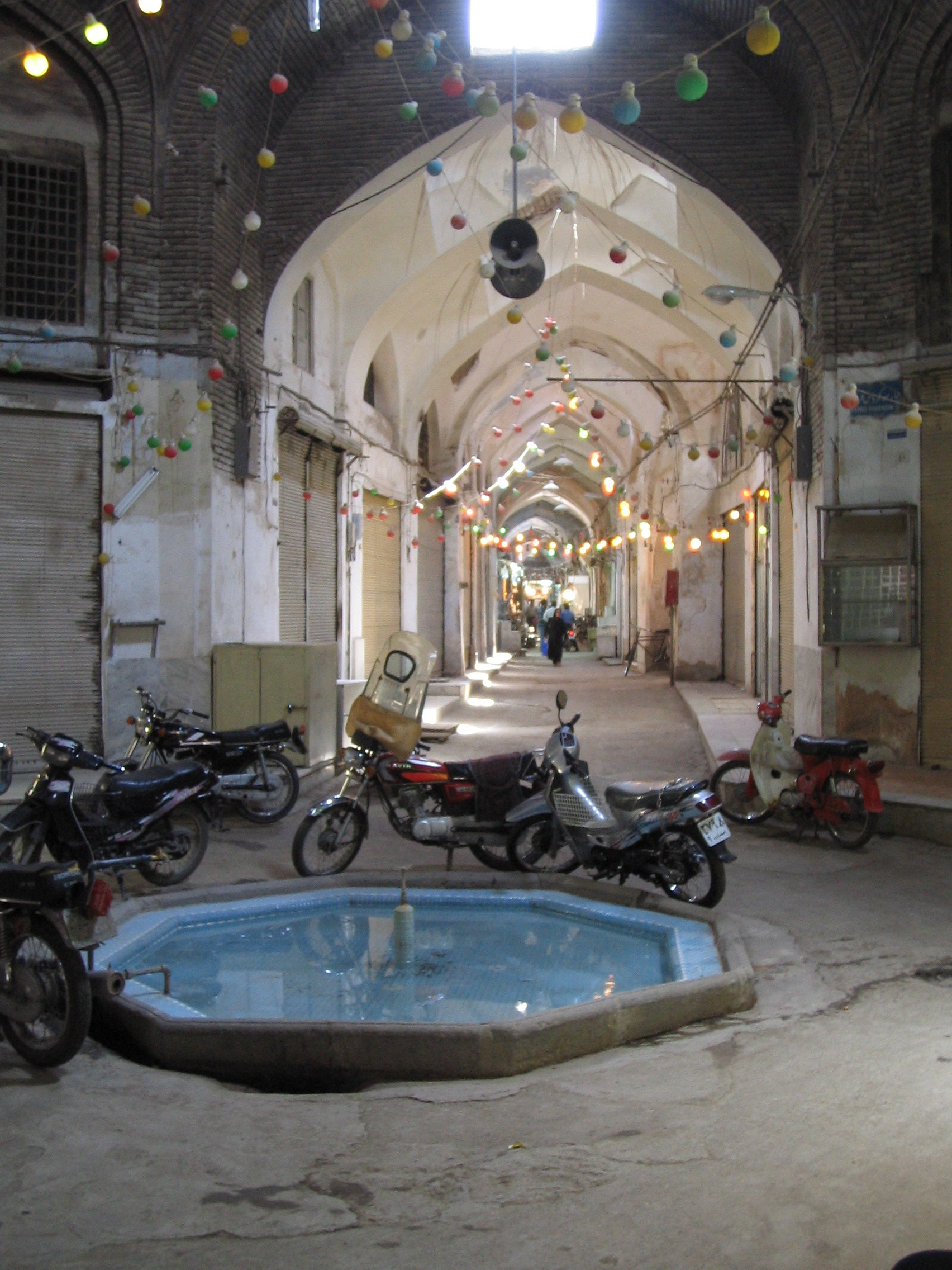
Im Inneren

## Rezeption

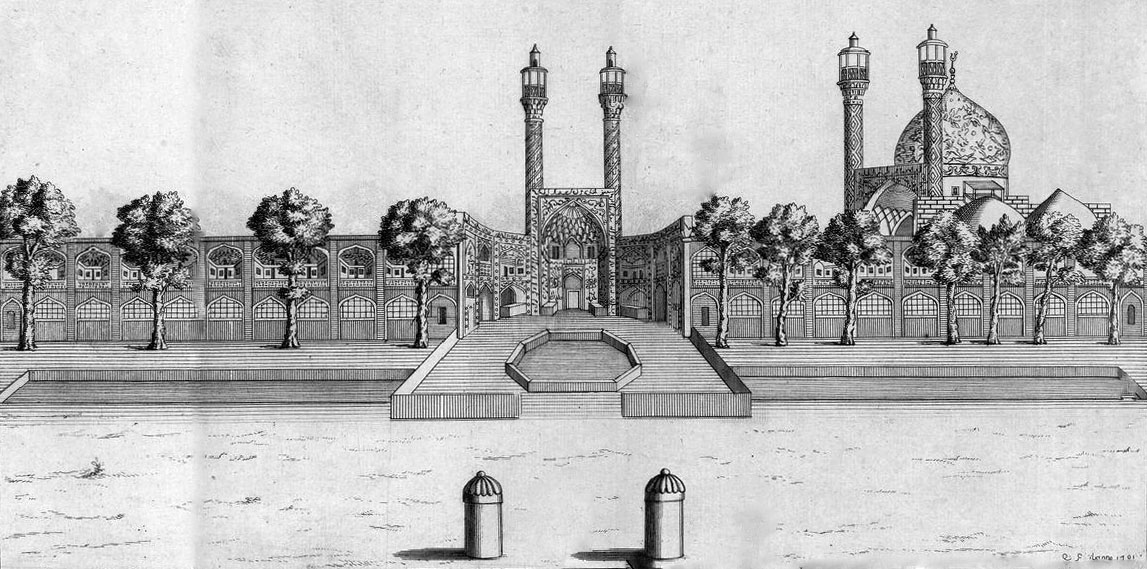
Voyages de Mr. Le Chevalier Chardin en Perse et autres lieux de l’Orient, 1723

Von August bis Dezember 1637 hielt sich Adam Olearius als Sekretär des Hamburger Kaufmanns und Gesandten Otto Brüggemann (1600–1640) in Isfahan auf und berichtete darüber in seinen Aufzeichnungen: Moskowitische und persische Reise: die holsteinische Gesandtschaft 1633–1639.
1673 bis 1677 bereiste der als Sir John Chardin bekannt gewordene Jean Chardin Persien, ebenfalls mit dem Schwerpunkt Isfahan, und veröffentlichte hierüber seine Voyages en Perse et aux Indes orientales, die so begeistert aufgenommen wurden, dass sie noch im selben Jahr in englischer Übersetzung (Travels in Persia) und nur ein Jahr später in einer deutschen Übersetzung erschienen.
Die Stadt im 19. Jahrhundert wird westlichen Lesern durch den französischen Gesandten Pierre Loti nahegebracht, der im April 1900 eine abenteuerliche Reise zur Rosenblüte nach Isfahan zu unternehmen hatte und anschließend seinen Reisebericht Nach Isfahan vorlegte.
In den 1970er Jahren sammelte Sybilla Schuster-Walser verschiedene zeitgenössische Reiseberichte in dem Buch Das safawidische Persien im Spiegel europäischer Reiseberichte (1502–1722) und untersuchte insbesondere die damalige Wirtschafts- und Handelspolitik zwischen Orient und Okzident.